# ملح الحياة (مسلسل)
مسلسل ملح الحياة دراما اجتماعية وطنية تقتبس أحداثها من تاريخنا المعاصر. ويسلط الضوء على مرحلةً خاصة من تاريخ سورية عبر مجموعةٍ من الحكايات التي ترصد انعكاسات الحالة السياسية على الناس بمختلف شرائحهم في ذلك الزمان، ومستوى العلاقات فيما بينهم، وما يميزها من بعدٍ وطني.

## قصة المسلسل
تدور أحداث المسلسل في دمشق بين عامي 1946 و1958، وتسلط الضوء على مرحلةً خاصة من تاريخ سورية عبر مجموعةٍ من الحكايات التي ترصد انعكاسات الحالة السياسية على المجتمع، لافتاً إلى أن المميز في العمل هو البعد الوطني، حيث نتطرق بشكلٍ رئيس إلى قصة وهيب حمدي أستاذ في ثانوية التجهيز، يقتل جندياً فرنسياً خلال تظاهرةٍ مناهضة للاحتلال الفرنسي، ويحكم عليه بالنفي إلى غويانا الفرنسية، يغيب هناك لسنوات ثم يتمكن من الهرب ويضيف المخرج الكبير أن الأحداث تسير بانعطافاتٍ دراماتيكية حادة، ليتعرف بعدها إلى شخصٍ بلجيكي يدعى ليوبولد يصبح سفيراً لبلاده في سورية، وتتطور علاقة الصداقة في ما بينهما، ليكسب من خلالها وهيب تعاطف السفير البلجيكي آنذاك مع قضايانا الوطنية.

## طاقم العمل
- سلوم حداد
- قيس الشيخ نجيب
- شادي زيدان
- سوسن أرشيد
- عامر علي
- جابر جوخدار
- زهير عبد الكريم
- محمد حداقي
- ريم علي
- خالد المالح
- الليث المفتي
- رغد مخلوف
- معتصم النهار
- وجدي عبيدو
- جوان الخضر
- باسل طه
- علي الإبراهيم
- نجلاء الخمري
- علي سكر
- سعد مينه